# おしまいの日
『おしまいの日』は、新井素子によるサイコホラー小説。1992年に新潮社より刊行された。小説を原作とした映画『おしまいの日。』が2000年に公開された。

## あらすじ
新婚7年目の坂田三津子（30歳）と忠春（34歳）。賃貸ながらも一軒家に住み、喧嘩したこともない夫婦だったが、忠春は仕事に追われ、毎日遅くに帰って来る。休みの日も朝早くから休日出勤や接待ゴルフに出かける。本当にたまの休日には、忠春は家でずっと寝ている。平凡な専業主婦の三津子は夫の帰りを待つばかりだった。状況は幸せなのに、自分が寂しいということすら認識できていなかった三津子は家に通ってくる野良猫ににゃおんと名前を付けて世話をするようになる。
一方、高校時代に三津子と友人だった間久美は夫・俊幸とは倦怠期で離婚の話も持ち上がっていた。12年ぶりに三津子と再会した久美は、三津子がノイローゼになっていると見抜き、三津子を救おうと奔走する。
しかし、三津子は行方不明となる。
久美は、三津子の残した日記を読む。

## 書誌情報
- ハードカバー
  - 新潮社、1992年5月20日、ISBN 4-10-385801-X、カバー装画：早川司寿乃
- 新潮文庫
  - 新潮社、1995年5月1日、ISBN 4-10-142603-1、カバー装画：渡辺宏、解説：久美沙織「おしまいの日のつぎの日」
- 中公文庫
  - 中央公論新社、2012年6月25日、ISBN 978-4-12-205656-5、カバー装画：早川司寿乃、解説：上田早夕里

## ラジオドラマ
1993年1月4日から同年1月15日に全10回で『青春アドベンチャー』（NHK-FM放送）でラジオドラマが放送された。
エンディング曲に谷山浩子の「会いたくて」（アルバム『歪んだ王国』収録）が使用されている。
キャスト
- 三津子 - 谷山浩子
- 久美 - 清水ミチコ
- 忠春 - 羽場裕一
- 俊幸 - 平尾仁彰
- 秋川 - 山路和弘

スタッフ
- 脚色 内田史子
- 演出 岩崎健

## 映画
『おしまいの日。』という題で2000年1月15日に公開された。配給はビターズ・エンド。

### キャスト
- 坂田三津子 - 裕木奈江
- 坂田忠春 - 高橋和也
- 間久美 - 菜木のり子
- 間俊彦 - 金山一彦
- 上原課長 - 岩松了
- 東部生命東京支社長 - 中村扇雀
- 三津子の母 - 馬渕晴子
- 高橋 - ミッキー・カーチス
- 医師 - 鈴木清順
- 山口良子 - 山村美智子
- 警官 - でんでん
- 岸田 - 満田正浩

### スタッフ
- 監督 君塚匠
- プロデューサー 宮川健治、八木桂子
- 原作 新井素子
- 脚色 君塚匠
- 撮影 前田米造
- 音楽 佐藤正治